# Moravče
Moravče (Duits: Moräutsch) is een gemeente in de Sloveense regio Ljubljana en telt 4508 inwoners (2002).

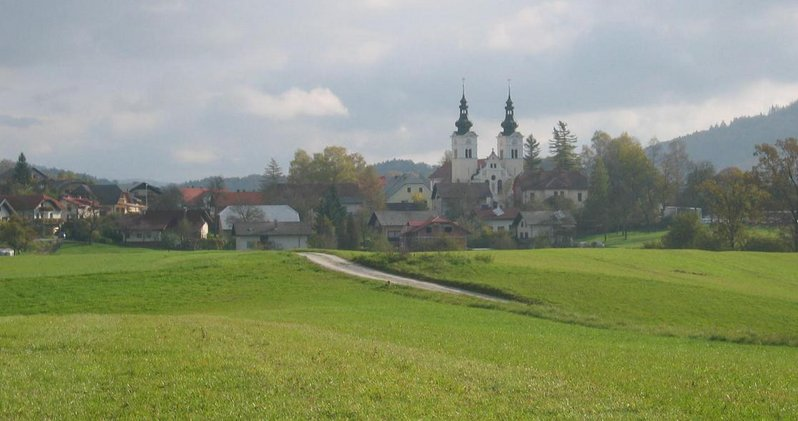
Moravče met de kerk H. Martinus (2005)

## Plaatsen in de gemeente
Dešen, Dole pod Sv. Trojico, Dole pri Krašcah, Drtija, Dvorje, Češnjice pri Moravčah, Gabrje pod Limbarsko Goro, Gora pri Pečah, Gorica, Goričica pri Moravčah, Hrastnik, Hrib nad Ribčami, Imenje, Katarija, Krašce, Križate, Limbarska Gora, Moravče (Mošenik, Negastrn, Peče, Ples, Podgorica pri Pečah, Podstran, Pogled, Pretrž, Prikrnica, Rudnik pri Moravčah, Selce pri Moravčah, Selo pri Moravčah, Serjuče, Soteska pri Moravčah, Spodnja Dobrava pri Moravčah, Spodnja Javoršica, Spodnji Prekar, Spodnji Tuštanj, Stegne, Straža pri Moravčah, Sveti Andrej, Velika vas, Vinje pri Moravčah, Vrhpolje pri Moravčah, Zalog pri Kresnicah, Zalog pri Moravčah, Zgornja Dobrava, Zgornja Javoršica, Zgornje Koseze, Zgornji Prekar, Zgornji Tuštanj

## In Moravče geboren
- Lev Detela, literator (Moravče)
- Jurij Vega, wiskundige (Zagorica)
- Dane Zajc, schrijver (Zgornja Javorščica)
- Primož Peterka, schansspringer, (Prikrnica)

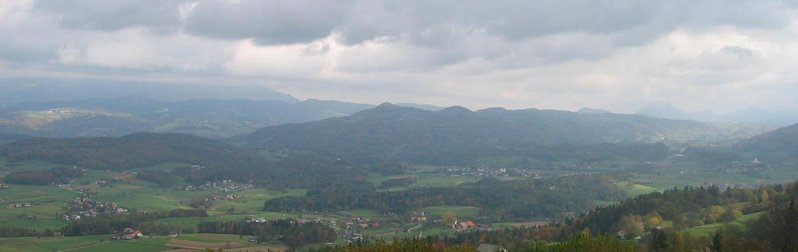
Uitzicht op Moravče vanuit Zgornja Javorščica (2005)

Borovnica · Brezovica · Dobrepolje · Dobrova-Polhov Gradec · Dol pri Ljubljani · Domžale · Grosuplje · Horjul · Ig · Ivančna Gorica · Kamnik · Komenda · Litija · Ljubljana · Log-Dragomer · Logatec · Lukovica · Medvode · Mengeš · Moravče · Škofljica · Šmartno pri Litiji · Trzin · Velike Lašče · Vodice · Vrhnika
1. ↑  "Prebivalstvo po starosti in spolu, občine, Slovenija, polletno". Statistični urad Republike Slovenije. Geraadpleegd op 18 april 2021.